# SoapUI

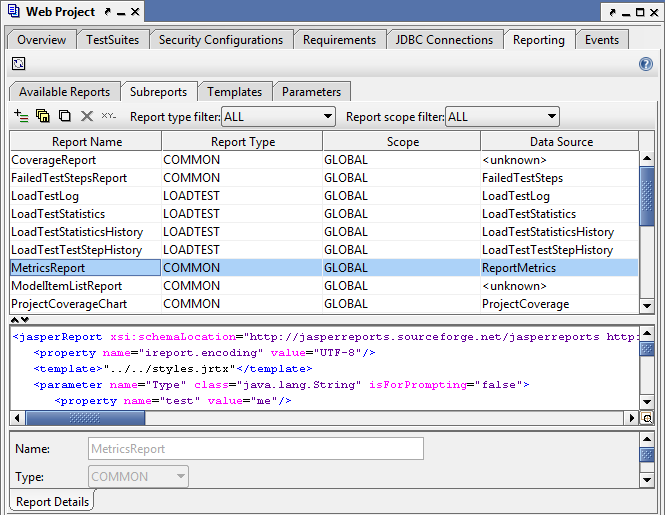

SoapUI es una herramienta, desarrollada en Java, para la realización de pruebas a aplicaciones con arquitectura orientada a servicio (SOA) y transferencia de estado representacional (REST). Soporta múltiples protocolos como SOAP, REST, HTTP, JMS, AMF y JDBC. Posee una versión de código abierto y otra versión de pago realizada por la compañía SmartBear. Fue lanzada en septiembre del 2005 en SourceForge.

## Reconocimientos
SoapUI ha recibido una serie de reconocimientos. Estas incluyen:
- Premios Jolt 2014: Las Mejores Herramientas de prueba[1]
- ATI Automation Honors de 2009[2]
- SOA World Reader's Choice Awards  2007[3]